# کویر خلیل‌آباد
کویر خلیل‌آباد نام کویری در حاشیهٔ جنوبی شهرستان خلیل‌آباد و نامیده شده بنام خلیل‌آباد یکی شهرهای استان خراسان رضوی است.